# Dumas Torrijos Pauzner
José Dumas Torrijos Pauzner, más conocido como Dumas Torrijos Pauzner (Ciudad de Panamá, Panamá, 1954 - ibíd., 23 de agosto de 2013), fue un cantante y actor panameño, hijo del desaparecido dictador militar de Panamá, Omar Torrijos Herrera y de Raquel Pauzner. Estuvo casado con la también cantante Claudia de Colombia.

## Biografía
Nació en la Ciudad de Panamá en 1954. Hijo de Omar Torrijos Herrera y Raquel Pauzner. Fue medio-hermano del expresidente panameño Martín Torrijos Espino, este considerándolo su hermano de verdad. Fue también hermano de Raquel Torrijos y de Omar José Torrijos.
Dumas Torrijos fue gerente de una empresa promotora de sellos internacionales, entre estos a Universal Music. Desde pequeño quería ser cantante. Comienza su carrera como músico en 1970, cantando diversas canciones de artistas, como Janis Joplin. A Dumas en vida nunca le interesó la vida política, fue el único de los hijos que no estuvo involucrado en política.
Alcanza mayor éxito con su canción titulada "Mientes", grabada para Estudios Origen y publicada en la década de los 80.
En 1991 lanza su primera producción "Frente a una copa de vino" donde Samaritanas del Amor fue la mejor canción. 6 años más tarde en 1997 lanza su segunda y última producción "Oficialmente Loco" allí se destacaron canciones como Se Ha Terminado, Piel de Niña, Ella No Sabe, Muñeca Ojos de Miel.

## Muerte
En la madrugada del 23 de agosto de 2013, Dumas fallece de un infarto. Dumas se preparaba para aparecer en el programa Tu cara me suena (Panamá), en el cual iba a ser participante.
Según su hijo, Dumas desde hace días tenía problemas cardiovasculares. Políticos como Martín Torrijos Espino, Juan Carlos Navarro y Ricardo Martinelli, y artistas como Omar Alfanno, Alejandro Lagrotta y Paulette Thomas, lamentaron el fallecimiento del artista.
Sus honras fúnebres se realizaron en la iglesia San Pablo Apóstol, donde también descansan los restos de su madre y de su padre Omar Torrijos Herrera.

## Vida personal
Durante su visita a los Estados Unidos en 1975 conoció su primera esposa Yvette Carrasquillo, con quien tuvo una hija, Mara Torrijos nacida en Paitilla Panamá 1977. Se divorciaron en 1979. Su nieta Yvette Alysha Cardona, hija de Mara, nació en 1993.
En 1979, poco después de haber iniciado su carrera, estuvo casado con la también cantante Claudia de Colombia, con quien tuvo un hijo, Omar Efraín Torrijos Caldas. Poco después se divorciaron. Luego se casó con la mexicana Thelma Legazpi Todd con quien tuvo a su tercer hijo, José María Torrijos Legazpi. Estuvo casado con ella hasta el día de su muerte.

## Discografía
Frente a Una Copa de Vino 1991
1. Frente a una copa de vino
2. Samaritanas del amor ***
3. Muñeca
4. Gitana
5. Quiero aprender de memoria
6. Polvo azul
7. El negro ahí
8. Ambe vine sogue

Oficialmente Loco 1997
1. Oficialmente Loco
2. Piel De Niña
3. Ayer
4. Eso Nunca
5. Melodía Desencadenada
6. Ella No Sabe
7. Y De Amor
8. Muñeca Ojos De Miel
9. Se Ha Terminado ***
10. Capricho En Madrugada